# 500年代
500年代（ごひゃくねんだい）は、
1. 西暦（ユリウス暦）500年から509年までの10年間を指す十年紀。本項で詳述する。
2. 西暦500年から599年までの100年間を指す。6世紀とほぼ同じ意味であるが、開始と終了の年が1年ずれている。

## できごと

### 502年
- 中国の南朝が斉から梁にかわる。

### 506年
- アルメニア使徒教会が正統教会から分離。

### 507年
- 1月7日 - 武烈天皇（ぶれつ）崩御（武烈天皇8年旧暦12月8日）
- 2月4日 - 継体天皇（けいたい）即位。（在位 - 531年2月7日）（527年、531年、534年と諸説あり。ここでは日本書紀のある記述による）
  - 大伴金村らが応神天皇の五世孫と伝えられる男大迹王を越前国三国から迎えて継体天皇とした。

### 509年
- 中国で元嘉暦の使用が止む。